# Rädereichen
Rädereichen ist ein Ort und Stadtteil von Radevormwald im Oberbergischen Kreis im nordrhein-westfälischen Regierungsbezirk Köln in Deutschland.

## Lage und Beschreibung
Er liegt im Osten von Radevormwald und hat in den letzten Jahrzehnten an Bedeutung für die Stadt gewonnen. Er ist ein Verkehrsknotenpunkt, in dem sich die Bundesstraße 483 aus Richtung Hückeswagen, die Kreisstraße K11 aus Richtung der Bevertalsperre und die Bundesstraße 229 als Hauptverkehrsachse treffen.
An dieser Kreuzung liegt ein ehemaliger Schmiedebetrieb, heute Tankstelle, Heizöl- und Reifenhandel.
Weiterhin wurde von der Stadt Radevormwald ein wichtiges Industriegebiet nördlich von Rädereichen und westlich von Grüne und Grafweg ausgewiesen.
Rädereichen ist das Quellgebiet für die Uelfe, einem wichtigen Nebenfluss der Wupper.

## Geschichte
In der Karte Topographische Aufnahme der Rheinlande von 1825 ist der Ort eingezeichnet. Der Name der Örtlichkeit wird darin mit „Redereichen“ angegeben.
Im Jahre 1815/16 lebten 24 Einwohner im Ort. 1832 gehörte Rädereichen dem Kirchspiel Radevormwald der Bürgermeisterei Radevormwald an. Der laut der Statistik und Topographie des Regierungsbezirks Düsseldorf als Weiler kategorisierte Ort besaß zu dieser Zeit drei Wohnhäuser und ein landwirtschaftliches Gebäude. Zu dieser Zeit lebten 14 Einwohner im Ort, allesamt evangelischen Glaubens.
Im Gemeindelexikon für die Provinz Rheinland werden 1885 sieben Wohnhäuser mit 83 Einwohnern angegeben. 1895 besitzt der Ort acht Wohnhäuser mit 85 Einwohnern, 1905 acht Wohnhäuser und 98 Einwohner.
Rädereichen war bis zum 15. Juni 1959 Standort eines Wahrzeichens von Radevormwald, eines 25 Meter hohen Wasserturms. Im Dezember 2004 begannen die Arbeiten zum Ausbau des Verkehrsknotenpunktes mit einem Kreisverkehr. Die Arbeiten wurden im Frühjahr 2005 abgeschlossen.

## Busverbindungen
Über die im Ort gelegene Haltestelle der Linie 339 (VRS/OVAG) ist Rädereichen an den öffentlichen Personennahverkehr angebunden.